# 테크모
테크모(Tecmo, 이전 명칭: 테이칸(テーカン, Tehkan))는 1967년 설립된 일본의 비디오 게임 회사이다. 대한민국 내에서 유명한 작품으로는 《데드 오어 얼라이브 시리즈》와 《테크모 월드컵 98》, 《닌자 가이덴 시리즈》가 있다. 그 밖에도《투희전승》과 《각명관》과 같은 독특한 컨셉의 게임을 제작하여 성공하였다.
2008년 회사의 핵심 인원이 퇴사하며, 회사의 임금과, 과노동 등으로 인하여 문제로 인하여 고소를 당하게 되어 주식이 폭락, 사장이 해임되고 회사의 운영등이 어려워 지게되자, 2010년 2월 25일 부로 같은 게임회사인 코에이에 모든 권리를 양도하며 코에이테크모를 출범하였고 테크모의 회사는 해산되었다.

## 개발한 게임
- 페어리 테일에어 매니지먼트2
- 파트너 (드라마)
- 푸른 늑대와 하얀 암사슴
- 아틀리에 (비디오 게임 시리즈)
- 마리의 아틀리에: 잘부르그의 연금술사
- 로로나의 아틀리에: 알란드의 연금술사
- 블루 리플렉션
- 대항해시대 (시리즈)
- 데드 오어 얼라이브 6
- 데드 오어 얼라이브 (시리즈)
- 마계전기 디스가이아 (비디오 게임)
- 삼국무쌍
- 진·삼국무쌍 (비디오 게임)
- 진·삼국무쌍 2
- 제로 (비디오 게임)
- 제로 2
- 령: 문신의 소리
- 령: 월식의 가면
- 파이어 엠블렘 풍화설월
- 로얄 블러드 (비디오 게임)
- 머나먼 시공 속에서
- 머나먼 시공 속에서 2
- 머나먼 시공 속에서 3
- 노부나가의 야망 시리즈
- 젤다무쌍
- 젤다무쌍 대재앙의 시대
- 금색의 코르다
- 라 퓌셀: 빛의 성녀 전설
- 랑펠로
- 메트로이드: 아더 M
- 닌자 용검전 (아케이드 게임)
- 닌자 용검전 (패밀리 컴퓨터 게임)
- 닌자 가이덴
- 인왕 (비디오 게임)
- 인왕 2
- 원피스 해적무쌍
- 페르소나 5 스크램블
- 포켓몬 + 노부나가의 야망
- 제독의 결단
- 삼국지 (비디오 게임 시리즈)
- 삼국지 II
- 삼국지 III
- 삼국지 IV
- 삼국지 V
- 삼국지 VI
- 삼국지 VII
- 삼국지 VIII
- 삼국지 IX
- 삼국지 X
- 삼국지 11
- 삼국지 12
- 아르고스의 전사
- 전국무쌍 (비디오 게임)
- 삼국지 공명전
- 삼국지 조조전
- 여신전생 페르소나 3
- 솔로몬의 열쇠 (게임)
- 스트레인저 오브 파라다이스: 파이널 판타지 오리진
- 스윙 골프 팡야
- 스윙골프 팡야 2nd 샷!
- 대항해시대 온라인
- 무쌍 오로치 (비디오 게임)
- 무쌍 오로치: 마왕재림
- 윈백
- 와룡: 폴른 다이너스티